# Шелгачево
Шелгачево — деревня в Плесецком районе Архангельской области. До 2022 года входила в состав упразднённого Конёвского сельского поселения.

## География
Деревня находится в северо-западной части Архангельской области, в подзоне северной тайги, на берегах реки Онега. в 63 километрах к юго-западу от Плесецка.

### Часовой пояс
Деревня Шелгачево, как и вся Архангельская область, находится в часовой зоне МСК (московское время). Смещение применяемого времени относительно UTC составляет +3:00.

## Население
| 2002 | 2010 | 2012 |
| ---- | ---- | ---- |
| 14   | ↘10  | ↘4   |

### Национальный состав
Согласно результатам переписи 2002 года, русские составляли 100 % населения.

## Инфраструктура
Отсутствует.